# Nokere Koerse 2023
77. ročník jednodenního cyklistického závodu Nokere Koerse se konal 15. března 2023 v belgickém městě Nokere a okolí. Vítězem se stal Belgičan Tim Merlier z týmu Soudal–Quick-Step. Na druhém a třetím místě se umístili Belgičané Edward Theuns (Trek–Segafredo) a Milan Menten (Lotto–Dstny). Závod byl součástí UCI ProSeries 2023 na úrovni 1.Pro.

## Týmy
Závodu se zúčastnilo 8 z 18 UCI WorldTeamů, 11 UCI ProTeamů a 1 UCI Continental tým. Každý tým přijel se sedmi závodníky kromě týmů Cofidis, Human Powered Health, Israel–Premier Tech, Trek–Segafredo a Uno-X Pro Cycling Team s šesti jezdci. Mitchel Fitzsimons (Bolton Equities Black Spoke) neodstartoval, na start se tak postavilo 137 jezdců. Do cíle v Koerse dojelo 123 z nich.
UCI WorldTeamy
- Alpecin–Deceuninck
- Cofidis
- Groupama–FDJ
- Intermarché–Circus–Wanty
- Soudal–Quick-Step
- Team DSM
- Trek–Segafredo
- UAE Team Emirates

UCI ProTeamy
- Bingoal WB
- Bolton Equities Black Spoke
- Euskaltel–Euskadi
- Human Powered Health
- Israel–Premier Tech
- Lotto–Dstny
- Q36.5 Pro Cycling Team
- Team Corratec
- Team Flanders–Baloise
- Team Novo Nordisk
- Uno-X Pro Cycling Team

UCI Continental týmy
- Tarteletto–Isorex

## Výsledky
| Pořadí | Jezdec                 | Tým                 | Čas        |
| ------ | ---------------------- | ------------------- | ---------- |
| 1      | Tim Merlier (BEL)      | Soudal–Quick-Step   | 4h 19' 14" |
| 2      | Edward Theuns (BEL)    | Trek–Segafredo      | + 0"       |
| 3      | Milan Menten (BEL)     | Lotto–Dstny         | + 0"       |
| 4      | Timo Kielich (BEL)     | Alpecin–Deceuninck  | + 0"       |
| 5      | Lewis Askey (GBR)      | Groupama–FDJ        | + 3"       |
| 6      | Sep Vanmarcke (BEL)    | Israel–Premier Tech | + 3"       |
| 7      | Louis Blouwe (BEL)     | Bingoal WB          | + 3"       |
| 8      | Laurence Pithie (NZL)  | Groupama–FDJ        | + 3"       |
| 9      | Christophe Noppe (BEL) | Cofidis             | + 3"       |
| 10     | Sjoerd Bax (NED)       | UAE Team Emirates   | + 3"       |